# Maiorianus (Heermeister)
Maiorianus war ein spätantiker römischer Heermeister (magister militum).
Maiorianus ist 379 als magister militum für Illyrien belegt. Er war bei der Krönung von Theodosius I. in Sirmium anwesend und offenbar dessen unmittelbarer Nachfolger als Heermeister Illyriens. Er diente unter diesem in den Kriegen gegen die gotischen Verbände jenseits der Donau. Als Feldherr soll er sich dabei großen Ruhm erworben haben. Vermutlich hat er bereits 380 sein Amt aus ungeklärten Gründen niedergelegt und wurde vielleicht durch Vitalianus ersetzt. Der Nachwelt blieb er primär als Großvater des gleichnamigen weströmischen Kaisers in Erinnerung, der aus einer Verbindung zwischen seiner ansonsten unbekannten Tochter und dem ägyptischen Offizier Domninus entstammte.